# Vollzugsdefizit
Ein Vollzugsdefizit liegt vor, wenn eine Rechtsnorm in der Praxis (im Verwaltungsvollzug) nicht oder nur unzureichend umgesetzt wird.
Man unterscheidet zwei Fälle:
- Faktisches Vollzugsdefizit: Die Verwaltung verzichtet aus Kostengründen, mangels Personal oder wegen politischer Hemmnisse auf eine vollständige Umsetzung. Ein faktisches Vollzugsdefizit besteht beispielsweise im Datenschutzrecht[1][2]  oder im Steuerrecht bei Betriebsprüfungen[3].

- Strukturelles Vollzugsdefizit: Dieser Fall liegt vor, wenn die mangelnde Durchsetzbarkeit schon im Gesetz angelegt ist, weil zum Beispiel eine notwendige Datenerhebung an gesetzlichen Regelungen scheitert, ein Vollzug aus politischen Gründen unterbleibt oder eine Regelung nur symbolischen Charakter hat. Ein strukturelles Vollzugsdefizit kann zur Verfassungswidrigkeit einer ansonsten verfassungskonformen Regelung führen, wenn durch das Vollzugsdefizit zum Beispiel der Gleichheitsgrundsatz verletzt wird. Dies war in Deutschland laut Rechtsprechung des Bundesverfassungsgerichts bei der Erhebung der Spekulationssteuer 1997 und 1998 der Fall. Auch im Zusammenhang mit der Einberufungspraxis der Bundeswehr wurde eine mögliche Verfassungswidrigkeit aufgrund einer Verletzung des Gleichheitsgrundsatzes öffentlich diskutiert.